# 空中戦闘司令部 (韓国空軍)
空中戦闘司令部（朝鮮語：공군 공중전투사령부 、英称：ROKAF Air Combat Command)は、大韓民国空軍における直接戦闘を担任する司令部で、大邱K2基地に所在する。空軍少将が司令官に充てられている。
2003年7月1日に新編された空軍南部戦闘司令部（くうぐんなんぶせんとうしれいぶ、朝鮮語：공군남부전투사령부、英称：ROKAF Southern Battle Command）から2015年7月1日に改編された。目的としては空軍作戦司令部の負担を軽減させるため、上級司令部と作戦実施部隊との中間司令部として機能することであり、空中作戦統制をはじめ南部空域管内での軍の管理に関する事項を所掌していた。改編後は南北の空域ではなく機能別で空中機動偵察司令部と任務を分担している。

## 部隊編制
- 第1戦闘航空団
- 第8戦闘航空団
- 第10戦闘航空団
- 第11戦闘航空団
- 第16戦闘航空団
- 第17戦闘航空団
- 第18戦闘航空団
- 第19戦闘航空団
- 第20戦闘航空団
- 第38戦闘飛行戦隊

## 事件
2021年 - 瑞山女性兵士死亡事件（第20戦闘航空団）